# Georgina Oliva

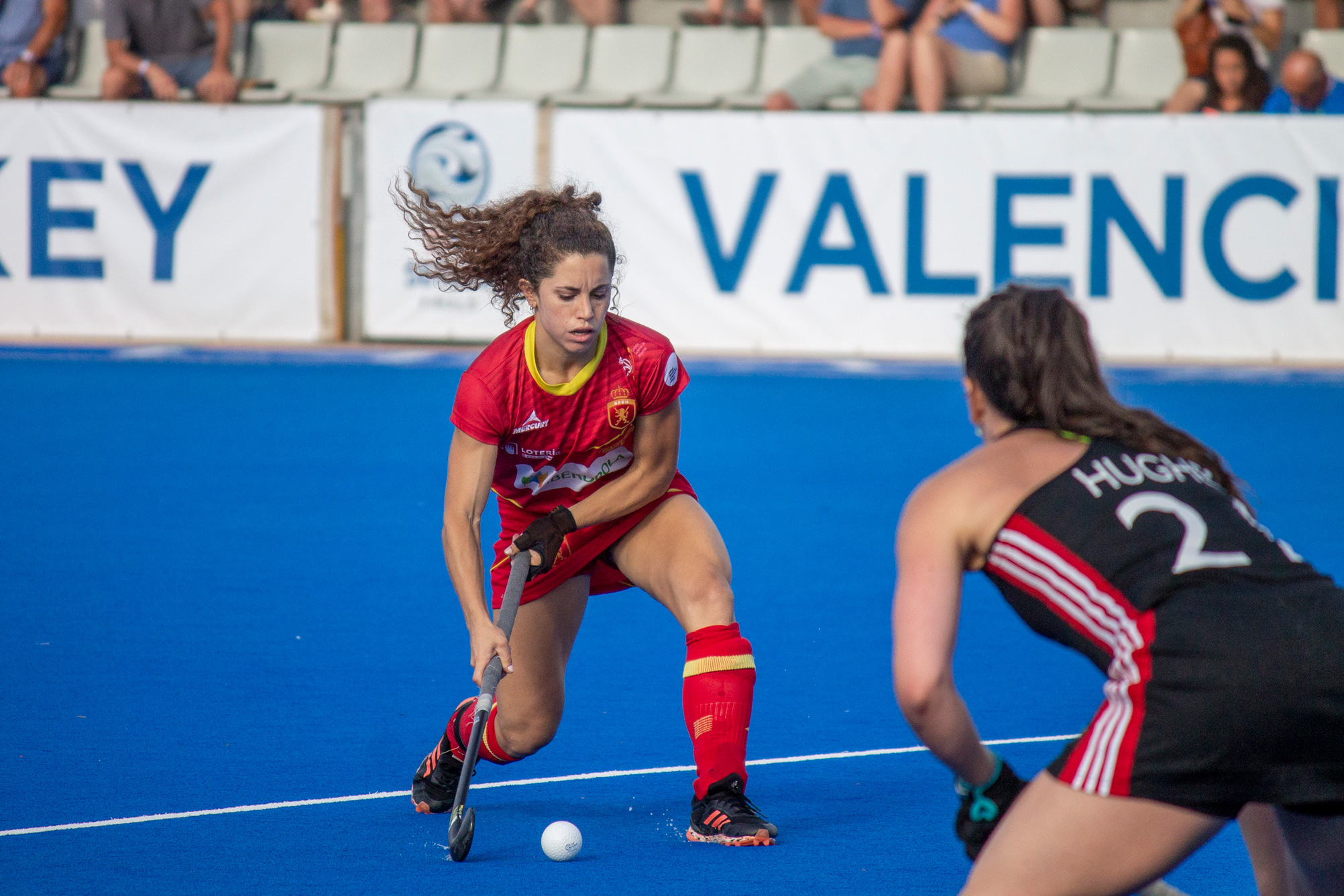
Georgina Oliva in einem Länderspiel (2019)

Georgina „Gigi“ Oliva Isern, katalanisch Georgina Oliva i Isern (* 18. Juli 1990 in Terrassa), ist eine ehemalige spanische Hockeyspielerin. Sie gewann jeweils eine Bronzemedaille bei Weltmeisterschaften und bei Europameisterschaften.

## Sportliche Karriere
Die 1,60 Meter große Georgina Oliva spielte bis 2012 bei Atlètic Terrassa. Nach einem Jahr in Belgien und zwei Jahren beim Real Club de Polo de Barcelona wechselte sie 2015 zum SV Kampong in den Niederlanden. 2019 kehrte sie zurück nach Spanien und spielte für den Júnior Futbol Club in Barcelona.
Die spanische Nationalmannschaft unterlag im Halbfinale der Weltmeisterschaft 2006 in Madrid mit 0:1 gegen die Australierinnen. Im Spiel um den dritten Platz verloren die Spanierinnen mit 0:5 gegen die argentinische Mannschaft. Die 16-jährige Oliva wirkte in drei Vorrundenspielen mit. Im Jahr darauf bei der Europameisterschaft 2007 in Manchester verloren die Spanierinnen im Halbfinale mit 0:3 gegen die Niederländerinnen. Nach der 2:3-Niederlage gegen die Engländerinnen wurden die Spanierinnen wie im Jahr zuvor Vierte. 2008 bei den Olympischen Spielen in Peking erreichten die Spanierinnen den siebten Platz. Oliva war in allen sechs Spielen dabei.
Oliva belegte mit der spanischen Mannschaft den letzten Platz bei der Weltmeisterschaft 2010 in Rosario. 2011 bei der Europameisterschaft in Mönchengladbach verloren die Spanierinnen im Halbfinale gegen die Deutschen und im Spiel um Bronze gegen die Engländerinnen. Für die Olympischen Spiele 2012 konnten sich die Spanierinnen nicht qualifizieren.
Bei der Europameisterschaft 2013 in Boom erreichten die Spanierinnen den fünften Platz. Oliva war in allen fünf Spielen dabei. Zwei Jahre später bei der Europameisterschaft in London verloren die Spanierinnen im Halbfinale gegen die Engländerinnen. Im Spiel um Bronze siegte die deutsche Mannschaft. Bei den Olympischen Spielen 2016 in Rio de Janeiro belegten die Spanierinnen in ihrer Vorrundengruppe den vierten Platz. Im Viertelfinale verloren sie mit 1:3 gegen die britische Mannschaft, Oliva erzielte in diesem Spiel das einzige Tor für ihre Mannschaft.
2018 bei der Weltmeisterschaft in London unterlagen die Spanierinnen im Halbfinale den Irinnen nach Penaltyschießen. Mit einem 3:1 gegen die Australierinnen gewannen die Spanierinnen die Bronzemedaille. Georgina Oliva war als Kapitänin in allen sieben Spielen dabei, im Halbfinale verfehlte sie den für den Finaleinzug entscheidenden Penalty. Im Jahr darauf bei der Europameisterschaft 2019 in Antwerpen verloren die Spanierinnen im Halbfinale mit 2:3 gegen die Deutschen. Im Spiel um Bronze bezwangen sie die Engländerinnen im Penaltyschießen. Georgina Oliva wurde als Spielerin des Turniers ausgezeichnet.
Wegen der COVID-19-Pandemie wurden die Olympischen Spiele in Tokio erst 2021 ausgetragen. Die Spanierinnen schieden im Viertelfinale im Shootout gegen die Britinnen aus. Zum Abschluss ihrer internationalen Karriere nahm Oliva an der Weltmeisterschaft 2022 in Terrassa und Amstelveen teil. Die Spanierinnen verloren im Viertelfinale in Terrassa mit 0:2 gegen die Australierinnen. Nach 266 Länderspielen verabschiedete sich die Kapitänin von der Nationalmannschaft.

## Familie
Ihr Vater Jordi Oliva nahm zweimal an olympischen Hockeyturnieren teil, ihr Bruder Roc Oliva viermal.